# Ганц, Эдуард
Эдуард Ганц (нем. Eduard Ganz; 29 апреля 1827, Майнц — 26 ноября 1869, Берлин) — немецкий пианист и музыкальный педагог. Сын Адольфа Ганца, брат Вильгельма Ганца.
Учился у своего отца, концертировал с 11-летнего возраста. В 1845 г. вместе с отцом, возглавившим немецкую оперную труппу в Лондоне, отправился в Англию, где брал уроки у Сигизмунда Тальберга. В 1848 году вернулся в Германию и обосновался в Берлине, в течение одного сезона играл на альте в Королевской капелле, далее выступал как пианист сольно и в ансамбле, вёл педагогическую работу. В 1856 г. гастролировал в Англии вместе со своими дядьями Леопольдом и Эдуардом Морицем. В 1859—1860 гг. руководил Берлинскими вечерами камерной музыки. В 1862 году основал собственную фортепианную школу, после его смерти перешедшую под руководство Хуго Шванцера. Автор немногочисленных салонных фортепианных сочинений, из которых наибольшей популярностью пользовались рондо «Воспоминание о Лондоне» Op. 1 (1854) и Большой вальс Op. 2.